# マイク・カークビー
マイク・カークビー (Mike Kirkby) と通称された、マイケル・J・カークビー（Michael J Kirkby、1937年5月6日 - ）は、イギリスの地理学者、リーズ大学の自然地理学名誉教授。
カークビーは、ケンブリッジ大学に学び、同大学からBAとPhDを取得した。ブリストル大学で地理学の講師を務めた後、1973年にリーズ大学の自然地理学教授に任じられ、リーズ大学では1978年から1981年にかけて、また、1984年から1987年と、1992年から1995年の3度にわたり、地理学部門の座長を務めた。2002年、カークビーは退職して、名誉教授の称号を贈られた。
1976年、キークビーは王立地理学会からギル記念賞 (the RGS Gill Memorial award) を取得した。1989年には、イギリス地形研究グループ (British Geomorphological Research Group) から（デイヴィッド・レスリー・リントンに因む）デイヴィッド・リントン賞 (David Linton award) を贈られた。1999年には、王立地理学会から金メダル（創立者メダル）を贈られた。2004年、カークビーは、アメリカ地球物理学連合のフェローとなった

## 学歴
- PhD（ケンブリッジ大学）- 地形学（指導教員、リチャード・チョーリー）
- 1960年：BA（ケンブリッジ大学）- 数学（第II部）、地理学（第II部）（トリニティ・カレッジ）：フィリップ・レイク賞 (Philip Lake Prize)